# Wüppels

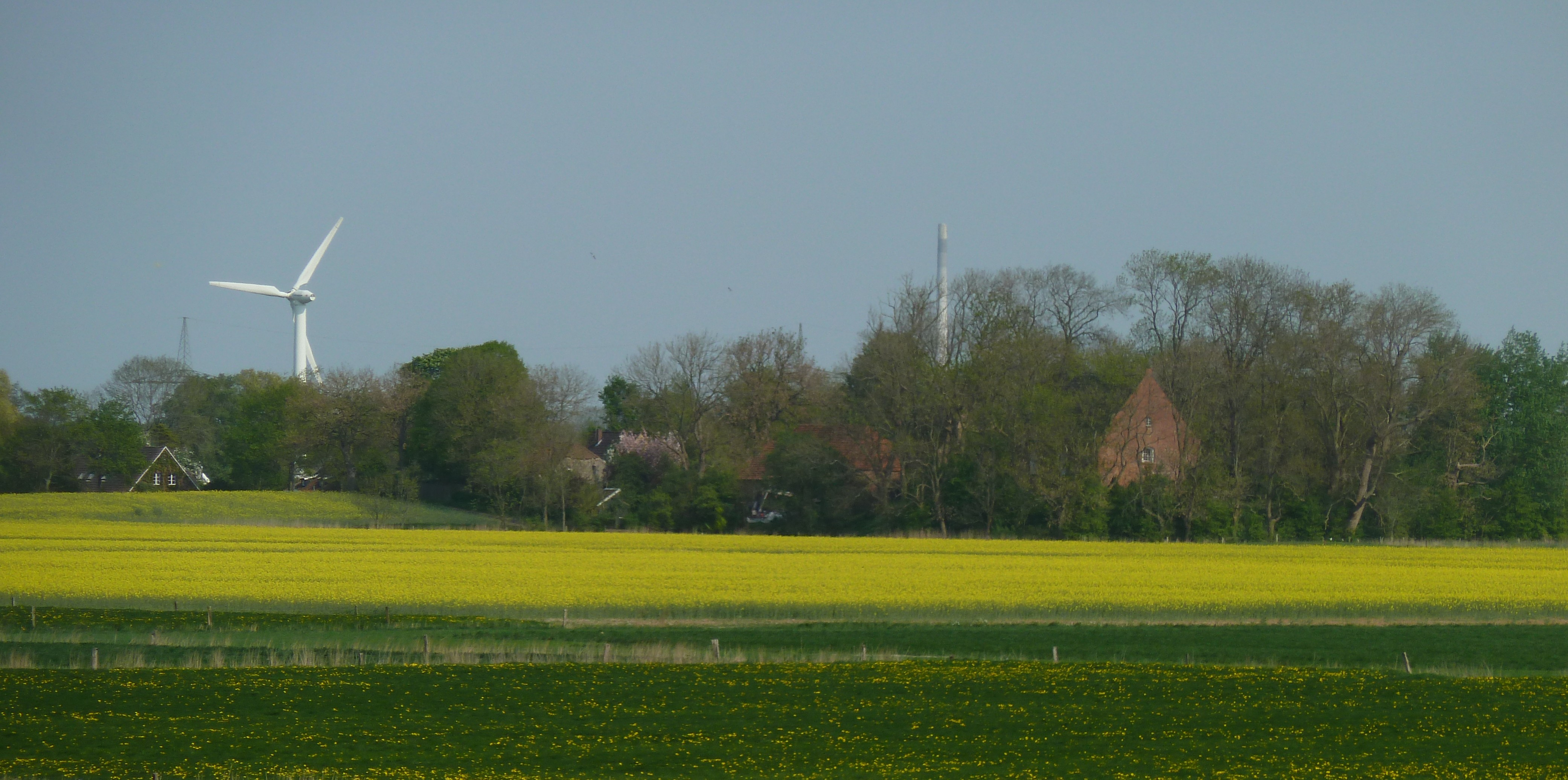
Wüppels

Wüppels ist ein Warfendorf in der ehemaligen Crildumer Bucht. Bis 1933 war die damals „zweitkleinste Kirchen- und politische Gemeinde des Jeverlandes“ selbständig. Anschließend gehörte Wüppels zunächst zur Gemeinde Minsen und danach zu Hooksiel. Seit 1972 ist die Ortschaft Teil der durch die im Zuge der Kommunalreform gebildeten Großgemeinde Wangerland, die zum Landkreis Friesland in Niedersachsen gehört. 

## Name
Eine namentliche Erwähnung des Warftendorfes als Wyppense lässt sich erstmals für 1350 nachweisen. Als Woppelencze, Wyppelszen oder Wyppelencze findet es sich im Stader Kopiar um 1420. Nach 1460 liest man in einer Urkunde tho Weplensen und 1587 Wippens sowie Wippels. Um 1800 taucht der bis heute gebräuchliche Name Wüppels zum ersten Mal auf.

## Geografie

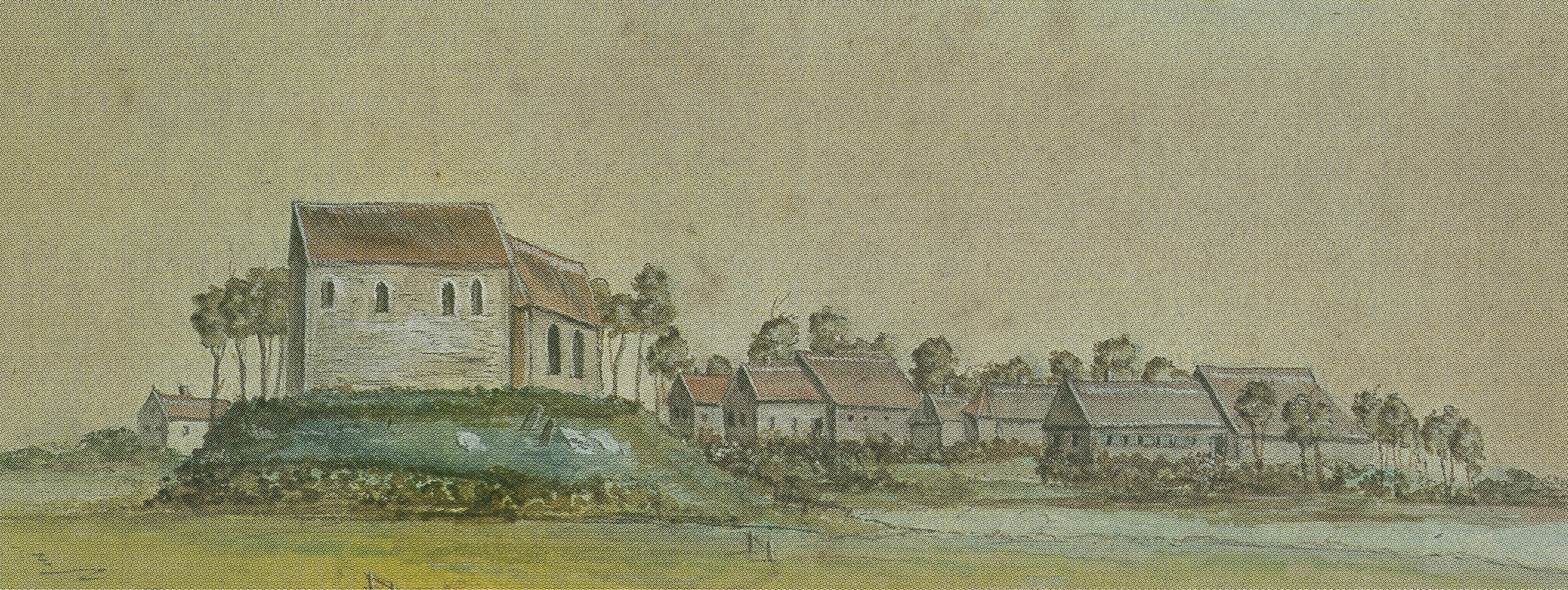
Kirch- und Dorfwarft Wüppels um 1790
Aquarell von E. Ch. Dunker (1735–1817)

Der Ort liegt 2 Kilometer westlich von Hooksiel, abseits der Straße Wüppelser Altendeich (L 810), die von Hooksiel nach Horumersiel führt. Mittelpunkt des Ortes bildet das sogenannte Wüppelser Kirchdorf, das auf einer nord-südlich verlaufenden Langwarft inmitten der ehemaligen Crildumer Bucht liegt. Sie ist etwa 300 Meter lang und 90 Meter breit und besteht aus einzelnen Kernwurten, die im Laufe der langen Geschichte zusammengewachsen sind. Die Wüppelser Kirche steht auf einer eigenen Warft. Diese lehnt sich an die Langwarft an, überragt sie aber um einige Meter.
Um das Kirchdorf herum liegen verstreute Siedlungsplätze, die zum Teil ebenfalls auf Warften errichtet worden sind. Ursprünglich lag Wüppels in der Crildumer Bucht, die weit ins Wangerland hineinreichte, im Laufe der Jahrhunderte aber durch Eindeichungsmaßnahmen völlig verschwunden ist. Lediglich der Wasserlauf Crildumer Tief sowie der Ort Crildumersiel erinnern heute noch an sie.

## Geschichte
Archäologische Ausgrabungen, die das in Wilhelmshaven ansässige Institut für historische Küstenforschung 1993/94 im Rahmen des sogenannten Wangerland-Projekts durchführte, belegen, dass die Geschichte des Dorfes Wüppels bis in das 11. Jahrhundert nach Christus zurückreicht. Gefunden wurde unter anderem ein dreischiffiges Wohnstallhauses, das in seinem Grundriss völlig freigelegt werden konnte. Dendrochronologische Untersuchungen verweisen auf die Zeit um 1120.
Die spätromanische Kirche wurde gegen Ende des 13. Jahrhunderts errichtet. Ein Kirchenpatron der Wüppelser Kirche wurde zum ersten Mal 1350 erwähnt. Ab 1420 ist die Zugehörigkeit des Kirchspiels zum Sendgericht Hohenkirchen belegt. Schon rund 100 Jahre vor dieser Zeit wurde Wüppels zum Häuptlingssitz. Vermutet wird, dass dieser sich ungefähr einen Kilometer nordöstlich vom Ortskern entfernt auf einer heute unbewohnten Warft befand und ein Nachfolgebau der 1149 in kriegerischen Auseinandersetzungen zerstörten Oldeborg war. Bereits in der ersten Hälfte des 14. Jahrhunderts soll dort die Häuptlingsfamilie der Folkmaringe ihr Anwesen errichtet haben.

## Sehenswürdigkeiten

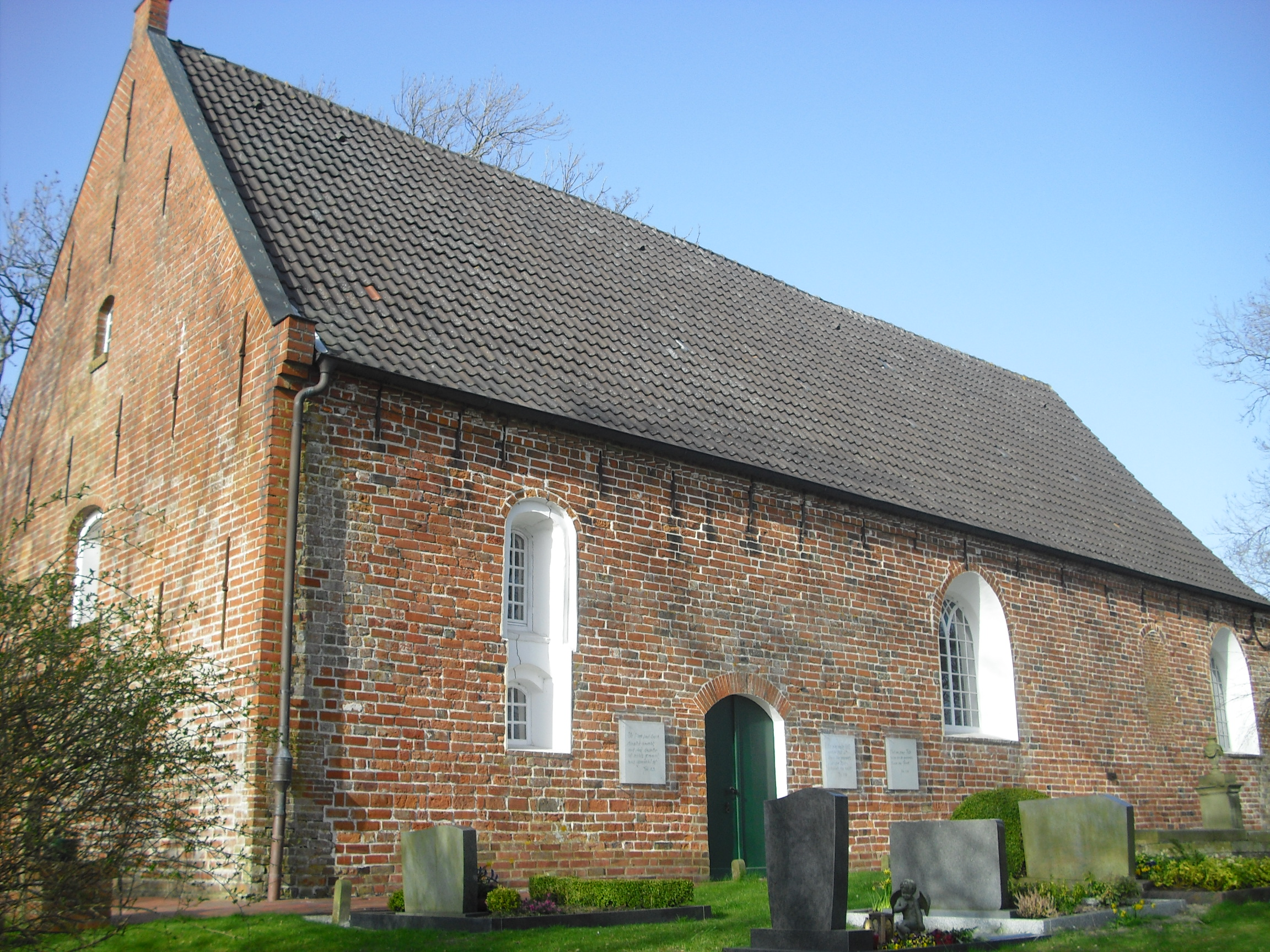
Wüppelser Kirche (Südseite)

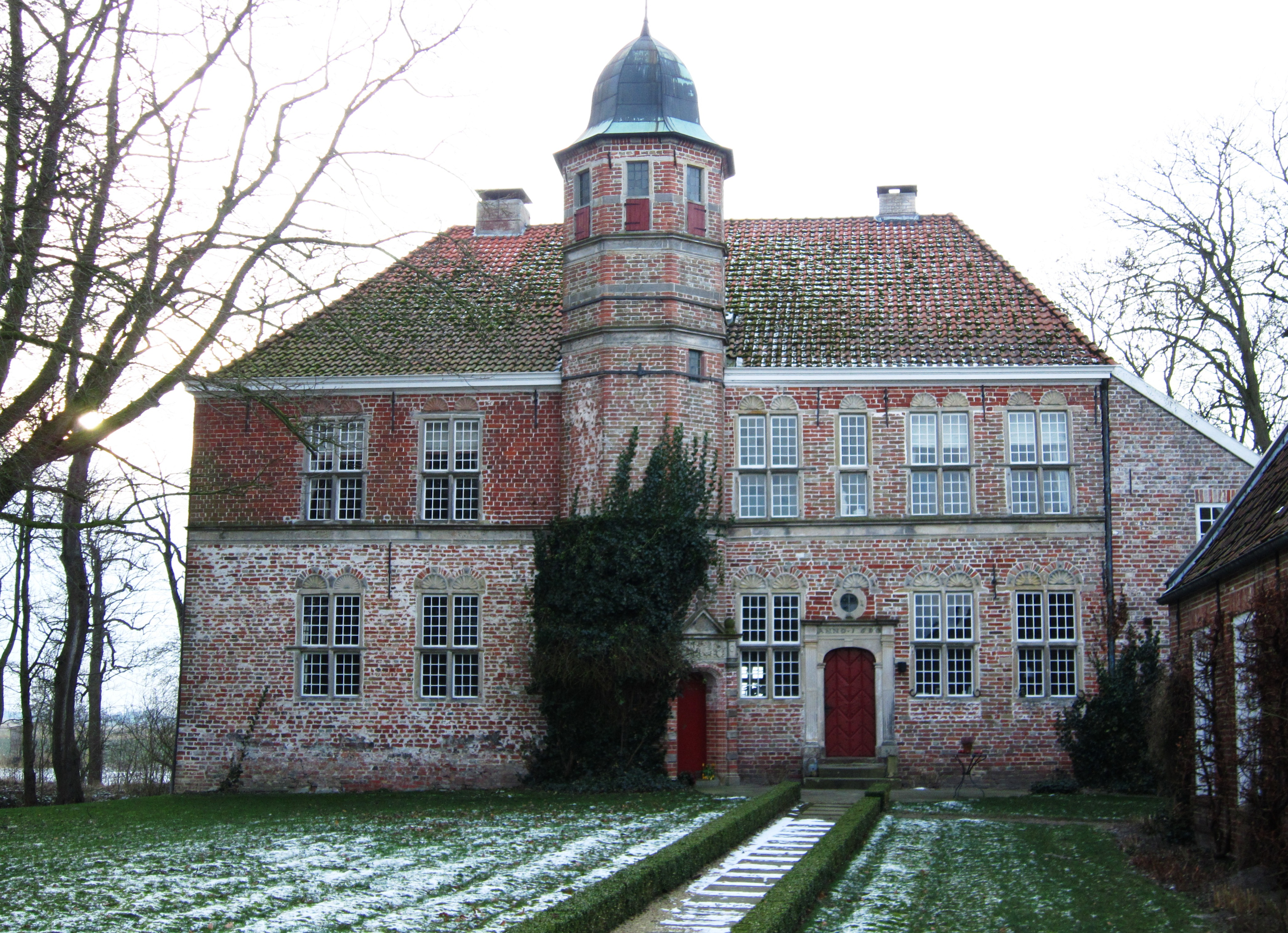
Burg Fischhausen

Das alte Dorf Wüppels zeigt zum Teil noch die Häuser, aus denen in alter Zeit die Dörfer bestanden. Um den Dorfplatz herum stehen die evangelisch-lutherische Kirche, Schule, Dorfkrug, Armenhaus, Küsterhaus und Pastorei. 
Die Kirche hat ein einschiffiges, flach gedecktes Langhaus und wurde im ausgehenden 13. Jahrhundert erbaut. Die Holzbalkendecke wie auch der nebenstehende Glockenturm stammen aus dem 17. Jahrhundert. Die Kanzel mit Mose als Kanzelträger, das Altarbild und der kunstvolle Taufstein (aus Holz!) weisen auf große bäuerliche Handwerkskunst. Die Grabplatten der Häuptlinge von der Burg Fischhausen verdienen besondere Beachtung. Im Jahr 1909 wurde die Kirchengemeinde Wüppels mit der Kirchengemeinde St. Joost zu einer Kirchengemeinde verbunden. Sie bildet zusammen mit Pakens-Hooksiel ein Gemeinschaftspfarramt.
Auf dem Gebiet des Dorfes Wüppels liegt auch die im privaten Besitz befindliche Burg Fischhausen. Kern der Anlage ist ein Steinhaus, das 1578 zu einem zweistöckigen Wohnschloss mit Zwiebelturm umgebaut wurde. Die Burg kann nur von außen besichtigt werden.

## Persönlichkeiten

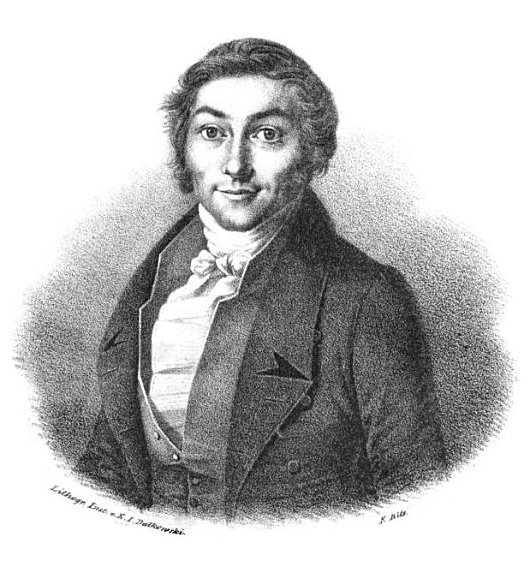
Peter von Bohlen

- Peter von Bohlen (* 9. März 1796 in Wüppels; † 6. Februar 1840 in Halle (Saale)) war Orientalist und einer der Pioniere des Sanskritstudiums in Deutschland.
- Johann Ulrich Folkers (* 12. März 1887 in Krummhörn bei Wüppels; † 16. Januar 1960 in Jever) war ein Geschichtsdidaktiker, Volkskundler und nationalsozialistischer Rassentheoretiker.